# Бурлинский сельсовет (Алтайский край)
Бурлинский сельсовет — муниципальное образование со статусом сельского поселения и административно-территориальное образование в Бурлинском районе Алтайского края России. Административный центр — село Бурла.

## Население
| 1997  | 1998  | 1999  | 2000  | 2001  | 2002  | 2003  | 2004  | 2005  |
| ----- | ----- | ----- | ----- | ----- | ----- | ----- | ----- | ----- |
| 5067  | ↗5111 | ↘5011 | ↗5019 | ↘4896 | ↘4730 | ↘4702 | ↗4917 | ↘4727 |
| 2006  | 2007  | 2008  | 2009  | 2010  | 2011  | 2012  | 2013  | 2014  |
| ↗4762 | ↘4672 | ↗4720 | ↘4450 | ↘4304 | ↘4288 | ↗4561 | ↘4385 | ↘4354 |
| 2015  | 2016  | 2017  | 2018  | 2019  | 2020  | 2021  |       |       |
| ↘4314 | ↘4256 | ↘4162 | ↘4153 | ↘4103 | ↘4002 | ↘3423 |       |       |

По результатам Всероссийской переписи населения 2010 года, численность населения муниципального образования составила 4304 человека, в том числе 2009 мужчин и 2295 женщин.

## Населённые пункты
В состав сельского поселения входит 5 населённых пунктов:
- село Бурла,
- село Кинерал,
- разъезд Мирный,
- село Первомайское,
- село Петровка.